# Bain & Company
Pour les articles homonymes, voir Bain.
 (juillet 2014).

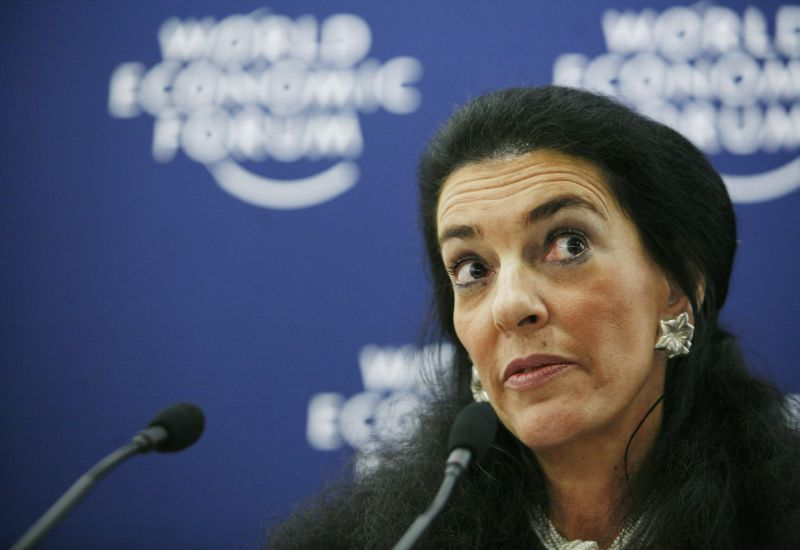
Orit Gadiesh, Présidente Monde de Bain & Company, au Forum économique mondial de Davos en 2007

Bain & Company est un cabinet international de conseil en stratégie et management, dont le siège est situé à Boston, aux États-Unis.
En 2019, il compte 58 bureaux répartis dans 37 pays et réunissant près de 8 000 personnes,. 
Depuis 1993, le cabinet est dirigé par Orit Gadiesh (en), Présidente monde.
Il est classé parmi les plus prestigieux cabinets de conseil en management du monde par le classement Vault (première place au classement de 2022 et 2023).
Le processus de recrutement du cabinet Bain & Company est réputé très sélectif,.

## Bain & Company Monde
Bain & Company a été fondé en 1973 à Boston aux États-Unis par Bill Bain, un ancien du Boston Consulting Group. Depuis 1993, le cabinet est dirigé par Orit Gadiesh, Présidente monde, qui devient la première femme à diriger un cabinet de conseil.
Après un début fructueux à la fin des années 1970 et au début des années 1980, le succès de l’entreprise a ralenti en raison de l’atonie des affaires et une concurrence accrue. Pour faire face à cette situation, de plus en plus instable, l’entreprise a mis en place un plan d’actionnariat salarié en 1985.
Bain & Company est à l’origine de certaines méthodologies qui ont contribué à faire sa réputation. Par exemple le Answer first et MCE ou encore l’outil marketing Net Promoter Score qui consiste évaluer la satisfaction client (« sur une note de 0 à 10 recommanderiez-vous ce service à un collègue ? »),.
Le classement « Best Place to Work 2021 » de Glassdoor attribue la première place au cabinet Bain & Company.  Depuis 2009, Bain & Company est chaque année classé parmi les 4 premières entreprises considérées comme « Best Place to Work ».

## Bain & Company en France
La filiale française de Bain & Company a été créée en 1985. Depuis janvier 2019, le bureau est dirigé par Ada Di Marzo. Il est composé de près de 300 employés et compte une trentaine des 350 associés du cabinet.
Bain & Company est membre de l'AmCham France. Ils publient ensemble un baromètre annuel sur le moral des investisseurs américains en France depuis 1999.
En 2015, Bain & Company s'associe avec la société Raise pour créer une étude sur l'accompagnement des jeunes entreprises de croissance. À partir de 2017, ce partenariat évolue avec la création du prix David avec Goliath, qui récompense chaque année la plus belle alliance entre une startup et une grande entreprise.

## Bain Capital
Bain & Company est une entité totalement séparée de Bain Capital, un fonds d’investissement bostonien spécialisé dans le capital-investissement, capital-risque, crédit et gestion alternative. Bain Capital ne propose pas de service en conseil à ses clients.
Bain Capital fut fondé en 1984 par d’anciens membres du cabinet de conseil Bain & Company notamment Mitt Romney, T. Coleman Andrews et Eric Kriss. La culture américaine, véhiculée par les fondateurs du cabinet de conseil en stratégie, se retrouve ainsi dans ce fonds d’investissement.

## Accusations de participation à des activités de corruption en Afrique du Sud
Début janvier 2022, le rapport de la commission Zondo sur la spoliation de l'État sud-africain sous la présidence Jacob Zuma (2009-2018) établit un lien entre celle-ci et les activités de Bain & Company.
Les services fiscaux sud-africains étaient considérés, jusqu'à la fin des années 2000, parmi les plus efficaces du monde. Selon le rapport, sous l'influence du cabinet de conseil Bain & Company et dans l'intérêt de Jacob Zuma et de ses alliés, cette institution a été restructurée afin d'être vidée de sa substance,.

## Publications
- Réinventer l’entreprise : repères pour une crise qui va durer sous la direction de Jean-Marc Le Roux et Bernard Ramanantsoa publié chez Village Mondial Pearson, 2010
- Réinventer la banque de détail : douze clés pour décrypter un métier en pleine mutation par Philippe De Backer, Nicolas Lioliakis et Paul de Leusse publié chez Village Mondial Pearson, novembre 2008
- L’art de la croissance, par ESCP-EAP et Bain & Company (ouvrage collectif) avec préface de Jacques Barraux, publié chez Les Échos Éditions et Village Mondial Pearson, 2007
- Les outils du Management  par Darrell Rigby et Paul de Leusse, publié chez Vuibert, 2007
- La question décisive par Frederick F. Reichheld et Bertrand Pointeau, publié chez Village Mondial Pearson, 2006
- À quoi servent les directions générales, par Philippe De Backer et Chuck Farkas, publié chez Dunod, 1997
- L’effet loyauté  par Frederick F. Reichheld, publié chez Dunod, 1996